# Eberhard Feik
Eberhard Feik (23. listopadu 1943, Chemnitz – 18. října 1994, Oberried, Bádensko-Württembersko) byl německý herec, známý rolí Christiana Thannera, parťáka komisaře Horsta Schimanského v německém seriálu Místo činu.

## Život
Feik byl synem horníka a poštovní úřednice, kteří měli kromě něj pět starších dcer. V mládí později vzpomínal: „Byla jsem z nás šesti holek ta nejmladší.“ O herectví se nijak nezajímal. Fascinovaly ho motory, chtěl řídit vlaky, auta, letadla. Zlom nastal v dospělosti, když během studií anglistiky a germanistiky na Kolínské univerzitě přešel na herectví. Po studiích hrál v městských divadlech v Kolíně, Krefeldu, Stuttgartu a Frankfurtu.
V roce 1973 přijal nabídku na angažmá v berlínském divadle Theater am Halleschen Ufer. Feik se stěhoval do Berlína, aby měl více času na natáčení Místa činu. Stal se však i úspěšně obsazovaným hercem dětských filmů (Die Vorstadtkrokodile, Schöne lahme Ferien a Die Distel). Hrál velice dobře na několik hudebních nástrojů. Věnoval se režii a scénografii. Jako úspěšný herec se vracel do oblastních divadel a inscenoval díla Bertolta Brechta, Henrika Ibsena, Williama Shakespearea a Friedricha Schillera. Největší slávu získal rolí Christiana Thannera v seriálu Místo činu. Celkem se zúčastnil natáčení 27 dílů a dvou celovečerních filmů. V roce 1988 utrpěl při natáčení svůj první infarkt. Po vyšetření v nemocnici mu lékaři sdělili, že srdce je zajizvené a infarkt nebyl asi první.
Po zotavení podstoupil operaci trojitého koronárního bypassu. V roce 1993 natočil svůj poslední film Ein Mann am Zug. O rok později 18. října 1994 zemřel při projížďce na kole na svůj poslední infarkt. Je pohřben na hřbitově v Hofsgrundu.
Eberhard Feik byl ženatý s herečkou Anneli Wagner. Měli dvě dcery.